# Nevada Solar One
Nevada Solar One est une centrale solaire thermique dans le désert du Nevada, aux États-Unis d'Amérique. Cette centrale électrique était à la date de sa mise en service en 2007, la deuxième plus grande installation solaire thermique au monde (400 acres ou 1,6 km2) après celle de Kramer Junction, qui est aussi dans le désert des Mojaves.

## Présentation
Ayant une puissance électrique de 64 MW répartie sur des capteurs sous la forme de 760 "coulisses" paraboliques (de type Solargenix SGX-1), composées de 183 400 miroirs (ayant chacun une surface de 2,60 m², de type RP 2, fabriqués par la firme allemande Flabeg) et occupant 300 acres ou 1,2 km2 (soit 53,33 Wth/m²), elle produit quelque 0,130 TWh, soit 130 GWh, ou 130 millions de kWh par an, soit de quoi alimenter 40 000 foyers (à raison de 3,25 MWh ou 3 250 kWh par foyer). Le facteur de charge global est donc de 23,2 %, la puissance électrique spécifique effective (à 100 % de taux d'utilisation) est donc de 12,37 W/m² (ou, inversement 8 m²/100 W), soit en moyenne 14,85 MW électrique. Mais, en tenant seulement compte de la surface réelle des miroirs qui est de 476 840 m2, la puissance thermique spécifique est de 134 Wth/m² et la puissance électrique spécifique est donc de 31 W électrique/m² (ou, inversement 3,2 m²/100 W électrique). 
Elle est construite par une filiale d'Acciona, une firme espagnole. Son prix de construction a été de 262 MUSD, soit 4,10 USD/Wth, soit 17,65 USD/W électrique. Le prix de revient de l'électricité, calculé sur 25 ans de durée d'amortissement et avec un taux bancaire de 5 %, serait de 0,139 USD/kWh ; sur 20 ans avec un taux de 5 %, de 0,157 USD/kWh ; sur 20 ans avec un taux de 3 %, de 0,133 USD/kWh ; et, sur 25 ans avec un taux de 3 %, de 0,114 USD/kWh. 
Ce projet n'a aucun lien avec le projet Solar One, une tour entouré de miroirs : la chaleur y sera captée par 19 300 miroirs solaires horizontaux formés de panneaux métalliques et de verre, sur une surface de 12 000 m².
Tout comme dans une centrale conventionnelle, l'électricité de Nevada Solar One est produite par de la vapeur sous pression, envoyée dans des turbines qui actionnent des générateurs. Cette vapeur est produite par un échangeur traversé par un fluide caloporteur (une huile) chauffé à 300 à 400 °C (degrés Celsius) lorsqu'il est exposé aux rayons du soleil pendant sa traversée des 19 300 récepteurs solaires (PTR-70, de type tube évacué en acier et en verre de Schott). Un capteur héliothermique est donc constitué d'un miroir parabolique qui va focaliser les rayons solaires sur un tube absorbant recouvert d'un revêtement spécial. C'est dans ce tube que le fluide caloporteur va circuler.
Le projet Nevada Solar One a été construit à Boulder City, Nevada par le DOE (département de l'Énergie des États-Unis), le National Renewable Energy Laboratory, et Solargenix Energy [réf. nécessaire]. Le projet a commencé à produire de l'électricité qui est injectée sur le réseau depuis la fin de l'année 2007.
Selon les experts, la réalisation de la centrale solaire du Nevada pourrait bien être une percée mondiale pour la production d'électricité à l'aide de la technologie thermosolaire. Des projets supplémentaires sont actuellement prévus au sud-ouest des États-Unis, en Espagne et dans d'autres régions du monde à fort ensoleillement. D'autres centrales solaires commerciales, existent notamment les centrales espagnoles d'Andasol près de Grenade, au pied de la Sierra Nevada en Andalousie : avec une capacité de 50 MW, AndaSol I peut depuis 2008 satisfaire les besoins en électricité de plus de 50 000 foyers, c'est-à-dire de plus de 150 000 personnes.

## Dans la culture populaire
Nevada Solar One apparaît dans le jeu vidéo Fallout: New Vegas sous le nom de HELIOS One, bien que l'équivalent vidéo-ludique soit d'apparence plus similaire à la centrale solaire d'Ivanpah située 50km au sud-ouest.